# Ivana Bolanča
Ivana Bolanča (Zagreb, 2. ožujka 1977.) je hrvatska kazališna, televizijska i filmska glumica. Podrijetlom je iz Šibenika. 
Članica je ansambla Kazališta Gavella. Njezina sestra Dijana Bolanča je također hrvatska glumica.

## Uloge u kazalištu

### Uloge u matičnomkazalištu Gavella
- Ante Kovačić / Dario Harjaček: U registraturi, 2015.
- William Shakespeare: Othello, 2015.
- Ivor Martinić: Bojim se da se sada poznajemo, 2015.
- Peter Shaffer: Amadeus, 2014.
- F.M. Dostojevski: Zločin i kazna, 2013.
- Roland Schimmelpfennig:Push Up 1-3, 2013.
- A.P. Čehov: Platonov ili Drama bez naslova, 2012.
- J.B.P.Moliere:Tartuffe, 2010.
- Ivan Vidić: Dolina ruža, 2010.
- Petr Zelenka: Slučajevi običnog ludila, 2009.
- Autorski projekt Filipa Šovagovića: Ilijada 2001., 2009.
- Carlo Gozzi: Turandot, 2008.
- Miroslav Krleža: Aretej, 2006.
- Mate Matišić: Sinovi umiru prvi, 2005.
- Henrik Ibsen:Stupovi društva, 2005.
- Ödön von Horvath: Sudnji dan, 2005.
- Lada Kaštelan: Prije sna, 2004.
- Miroslav Krleža - Zlatko Vitez: Latinovicz, 2004.
- Thomas Bernhard: Trg heroja, 2003.
- Ben Elton: Popcorn, 2003.
- Ana Prolić: Slučaj Hamlet, 2002.
- Alan Ayckbourn: Kuća & vrt, 2002.
- J. B. Moliere: Umišljeni bolesnik, 2000.
- Robert Perišić: Kultura u predgrađu, 2000.
- Petrov Evgenij, Iljif Ilja: Zlatno tele, 2000.
- Henrik Ibsen / Elfriede Jelinek: Ah, Nora, Nora, 1999.
- I.S.Turgenjev: Mjesec dana na selu, 1998.

## Filmografija

### Televizijske uloge
- "Pssst...Priča!: Kako je deva dobila grbu, Ključić, Lav i miš, Lude želje, Pilićev prvi snijeg, Strašno strašna priča" kao pripovjedačica (2019.)
- "Čuvar dvorca" kao medicinska sestra (2017.)
- "Bibin svijet" kao Anja Tokić (2010.)
- "Najbolje godine" kao Jana Matišić (2009. – 2010.)
- "Zakon!" kao djevojka (2009.)
- "Zakon ljubavi" kao Olinka Milić Tadej (2008.)
- "Ponos Ratkajevih" kao Helena Jurić (2007. – 2008.)
- "Bitange i princeze" kao Barbara Klarić #2 (2005. – 2006.)
- "Kad zvoni?" kao prof. engleskog jezika (2005.)
- "Naši i vaši" kao crnka (2001.)
- "Novakovi" kao Marta (2000.)

### Filmske uloge
- "Zeko" kao Kikina mama (2019.)
- "Armin" kao Nana (2007.)
- "Put lubenica" kao Paukova žena (2006.)
- "Nije bed" (2004.)
- "Sto minuta Slave" kao Klara Čikoš (2004.)
- "Sjaj u očima" kao Romana (2003.)
- "Ajmo žuti" kao Čabrajina tajnica (2001.)
- "Građani" (2000.)
- "Garcia" kao sestra Beatrice (1999.)

### Sinkronizacija
- "Vampirko" kao grofica Frida Krvavec (2017.)
- "Ratchet i Clank" kao Mirkova majka, brodsko računalo, Juanita Alvaro i Fongoidska putnica (2016.)
- "Tko se boji vuka još" kao Bianka (2016.)

## Vanjske poveznice
- Ivana Bolanča u internetskoj bazi filmova IMDb-u (engl.)